# Скородное (Орловская область)
Скоро́дное — село, административный центр Скородненского сельского поселения Верховского района Орловской области России.

## География
Расположено в низменной местности у истока небольшой речки Скороденки в 10 км от районного центра Верховья.

## Название
Селение получило название от протекающей речки (ручья) Скороденки, название которой в свою очередь получено от произрастающего на её берегах плантаций (полянок) дикого лука-чеснока скороды. Другое происхождение названия от слова скоро́дить, т. е. боронить, разрыхлять почву. Выселенные из Новосиля казаки долгое время разрабатывали, разрыхляли эту, покрытую лесом местность.

## История
Поселение появилось предположительно в первой половине XVIII века и заселено было  переселенцами-казаками — выходцами с Дона, выселенными из Новосильской крепости после упразднения казачества и указа Петра I от 1715 года. Храм во имя Покрова Пресвятой Богородицы был построен в 1787 году. По сведениям 1895 года приход состоял из одного самого села. При храме существовала часовня. Имелась земская школа. По сведениям за 1915 год в селе насчитывалось 823 крестьянских дворов, имелись мужская земская школа, мужская и женская церковно-приходские школы.

## Население
| 1857 | 1859  | 1915  | 2002 | 2010 |
| ---- | ----- | ----- | ---- | ---- |
| 3395 | ↘3261 | ↗6538 | ↘325 | ↘287 |

## Известные уроженцы
- Усачёв, Захарий Никитович (1897—1982) — советский военачальник, генерал-майор.

## Примечание
1. 1 2  Всероссийская перепись населения 2010 года. 7. Численность населения городских округов, муниципальных районов, городских и сельских поселен
2. ↑  Майорова Т. В., Полухин О. В. Историко-топонимический словарь Новосильского уезда Тульской губернии. — Тула: ООО «Борус-Принт», 2014. — 148 с. — ISBN 978-5-905154-18-8.
3. 1 2  Малицкий П. И. Приходы и церкви Тульской епархии: извлечение из церковно-приходских летописей. — Тула: Тульское епархиальное братство св. Иоанна Предтечи, 1895.
4. ↑  Справочник «Новый Кеппен». Приходы Тульской епархии (по данным клировых ведомостей, 1915—1916 гг.) / сост. Д. Н. Антонов. — М.: Институт «Открытое общество», 2001. Архивировано 28 октября 2005 года.
5. ↑  Города и селения Тульской губернии в 1857 году. На основании приходских списков Тульской епархии — СПб.: Санкт-Петербургская академия наук, 1858.
6. ↑  Списки населённых мест Российской империи по сведениям 1859—1862 гг. Тульская губерния — СПб.: Центральный статистический комитет, 1862.
7. ↑  Справочник «Новый Кеппен». Приходы Тульской епархии (по данным клировых ведомостей, 1915—1916 гг.) — М.: Институт «Открытое общество», 2001.
8. ↑  Данные Всероссийской переписи населения 2002 года: таблица № 02c. Численность населения и преобладающая национальность по каждому сельскому населённому пункту. — М.: Росстат, 2004.